# Gołąbek wymiotny

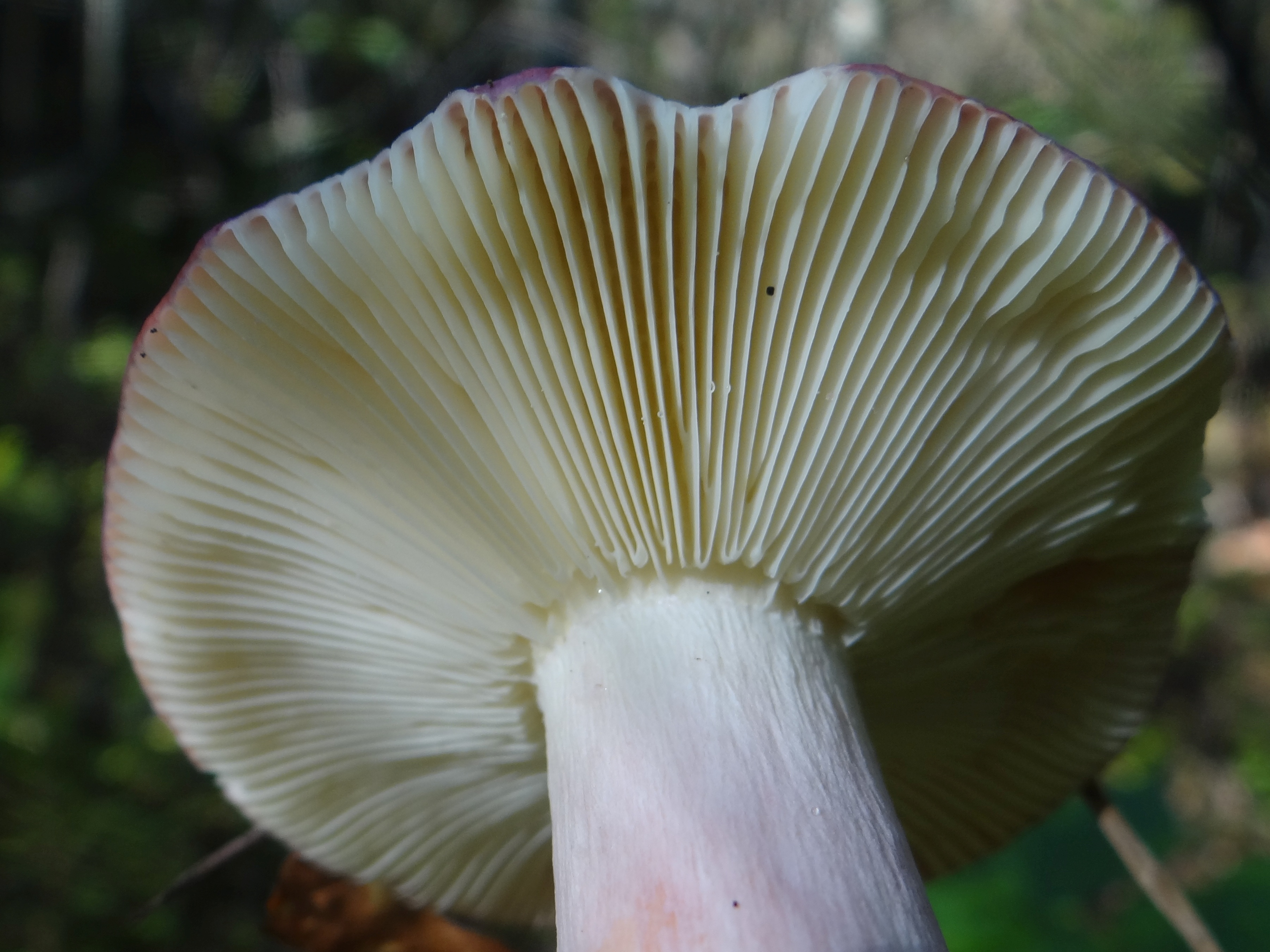

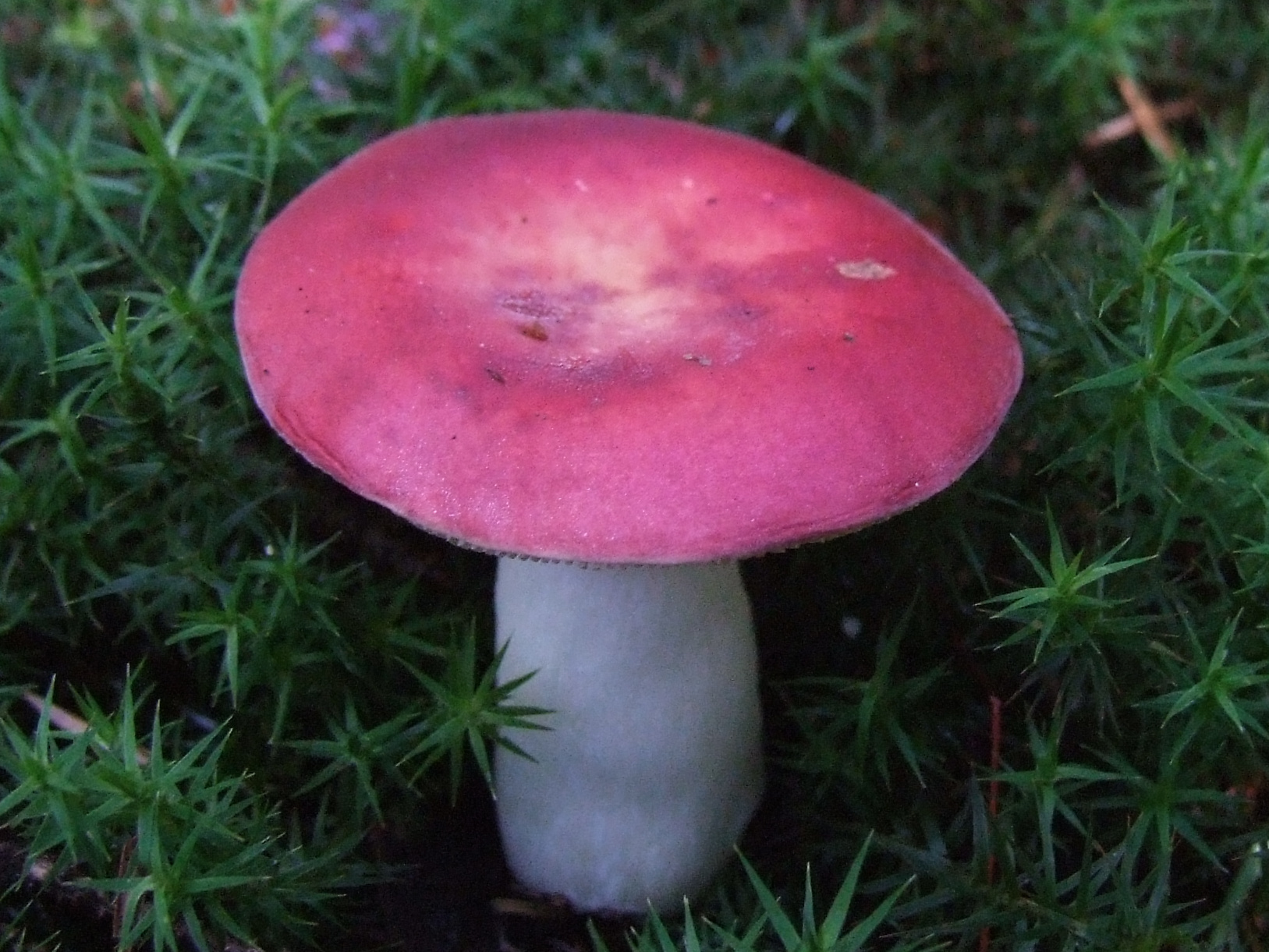

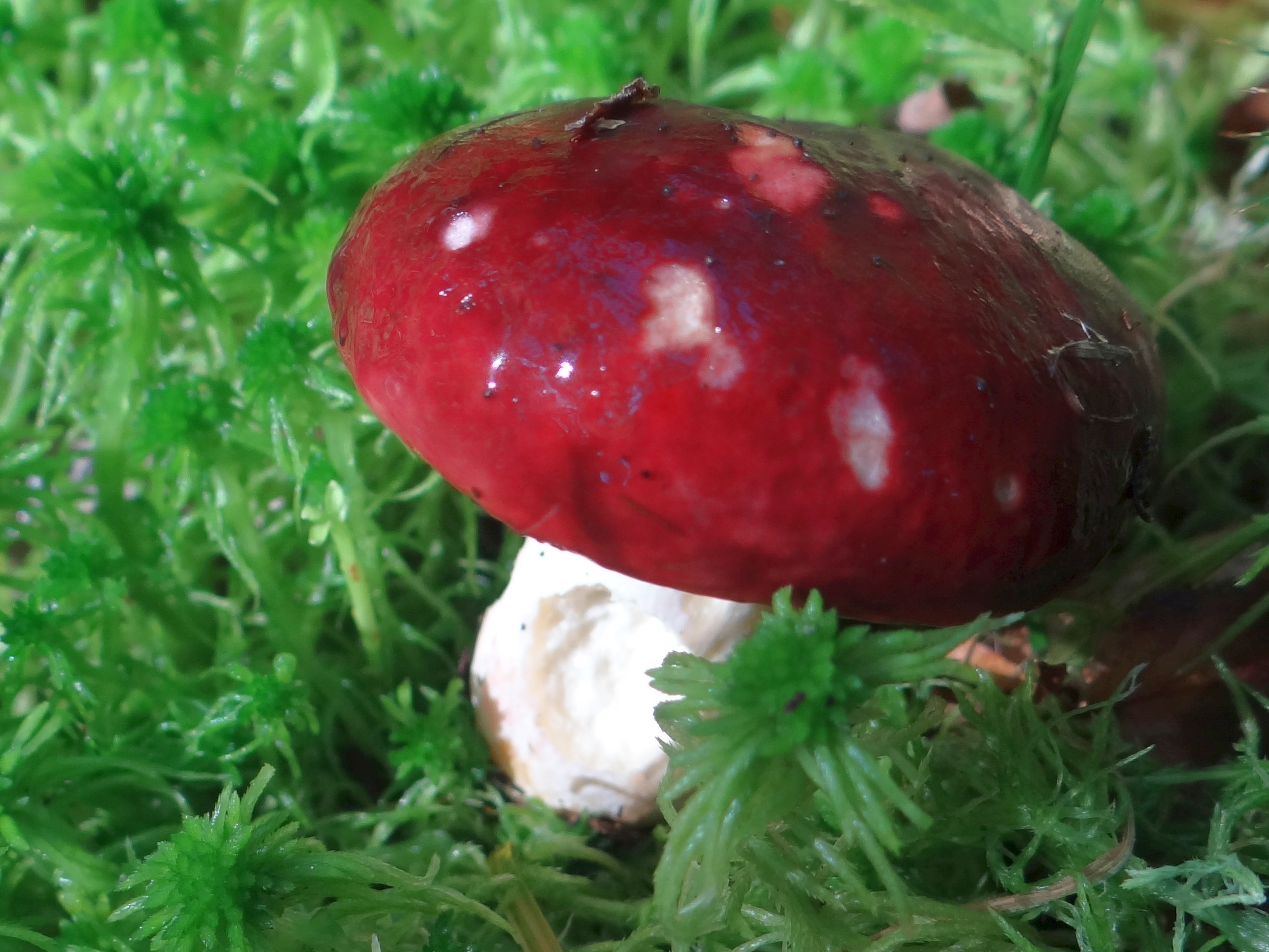

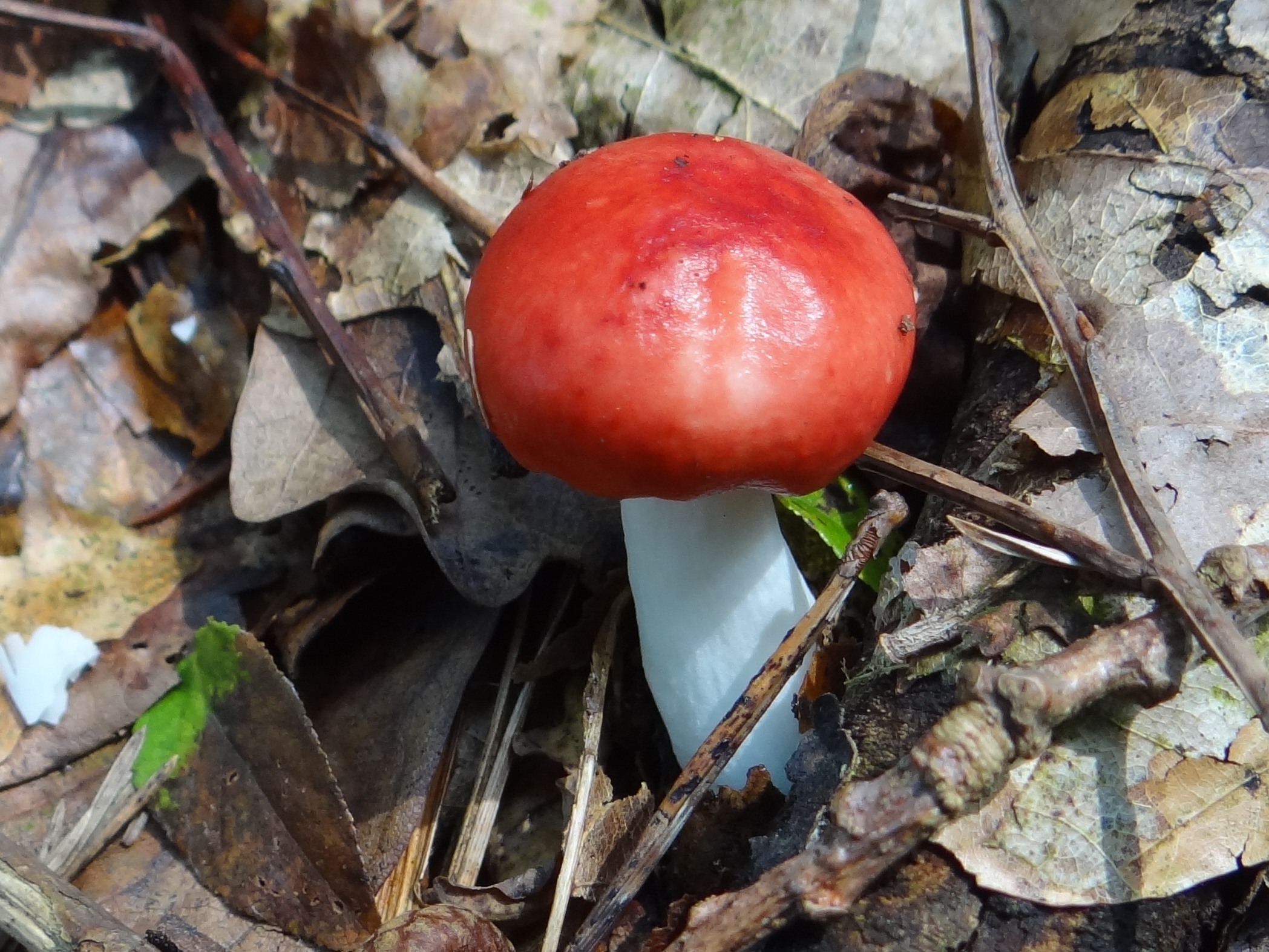

Gołąbek wymiotny (Russula emetica (Schaeff.) Pers.) – gatunek grzybów należący do rodziny gołąbkowatych (Russulaceae).

## Systematyka i nazewnictwo
Pozycja w klasyfikacji według Index Fungorum: Russula, Russulaceae, Russulales, Incertae sedis, Agaricomycetes, Agaricomycotina, Basidiomycota, Fungi.
Po raz pierwszy takson ten zdiagnozował w 1774 r. Jacob Christian Schaeffer nadając mu nazwę Agaricus emeticus. Obecną, uznaną przez Index Fungorum nazwę nadał mu w 1796 r. Christian Hendrik Persoon, przenosząc go do rodzaju Russula.
Niektóre synonimy naukowe:
- Agaricus emeticus Schaeff. 1774
- Agaricus emeticus var. emeticus Schaeff. 1774
- Agaricus linnaei var. emeticus (Schaeff.) Fr. 1815
- Russula emetica var. gregaria Kauffman 1918
- Russula gregaria (Kauffman) Moënne-Locc. & Reumaux 2003

Polską nazwę zaproponował Władysław Wojewoda w 2003 r. W polskim piśmiennictwie mykologicznym gatunek ten opisywany był też pod nazwami: bedłka mierzliwa, gołąbek stegnówka, serojeszka mierzliwa. Nazwy ludowe: bedłka, gołąbka trująca, surojadka trująca, surojadka mierzliwa, gorzkówka, czartopłoch, goryczek, psi grzyb, psi gołąbek.

## Morfologia
Kapelusz
Średnica zazwyczaj 4–8 cm, wyjątkowo do 11 cm. U młodych okazów jest wypukły, u starszych spłaszczony i zazwyczaj wklęsły. Skórka gładka, podczas wilgotnej pogody błyszcząca i lepka. Daje się zedrzeć niemal całkowicie. Ma barwę cynobrową, krwistą lub prawie wiśniową, środek jest jaskrawoczerwony. Czasami płowieje i staje się bladoróżowa. Brzeg tępy, słabo podgięty
Blaszki
Czysto białe, cienkie, gęste, kruche, przy trzonie nieco przyrośnięte.
Trzon
Wysokość 3,5–6 cm, grubość 0,8–1,3 cm, kształt walcowaty, czasami w dolnej części maczugowaty. Powierzchnia biała, delikatnie omszona. Początkowo pełny, szybko jednak staje się watowaty.
Miąższ
Biały, pod samą skórką zwykle różowy. Ma przyjemny, delikatnie owocowy zapach, zaś smak gorzki, piekący i długo utrzymujący się w ustach.
Cechy mikroskopowe
Wysyp zarodników kremowy. Zarodniki szeroko elipsoidalne o rozmiarach 7–9 × 6–8 μm. Powierzchnia pokryta licznymi, stożkowatymi kolcami. Łysinka na zarodnikach jest amyloidalna. Cystydy o wrzecionowatym kształcie i rozmiarach 40–75 × 6–12 μm. Pod działaniem sulfowaniliny szarzeją. W skórce występują przewody mleczne i dermatocystydy.
Gatunki podobne
W Europie występują setki gatunków gołąbków o czerwonym kapeluszu, a ich rozróżnienie bez dokładniejszych badań mikroskopowych i chemicznych bywa niemożliwe. Niektóre z nich to:
- gołąbek błotny (Russula paludosa). Ma większy trzon, nie jest piekący w smaku i jest jadalny[7].
- gołąbek buczynowy (Russula noblis). Rośnie tylko pod bukami[8].
- gołąbek czerwononogi (Russula rhodopus). Ma trzon z purpurowymi zabarwieniami[7].
- gołąbek krwisty (Russula sanguinaria). Ma różowo-czerwonawy trzon[7].

## Występowanie i siedlisko
Występuje na wszystkich kontynentach, podano jego stanowiska nawet w Antarktyce. W Polsce jest bardzo pospolity.
Naziemny grzyb mykoryzowy. Rośnie w lasach iglastych, szczególnie w podgórskich lasach świerkowych i w nizinnych lasach sosnowych jest dość częsty. W lasach liściastych jest rzadki. Owocniki pojawiają się od wczesnego lata do późnej jesieni. Szczególnie częsty na podłożu kwaśnym, wilgotnym, porośniętym mchami.

## Znaczenie
Jest trujący. Nie należy do najsilniej trujących grzybów, jednak po zjedzeniu nawet małej ilości powoduje bóle brzucha, mdłości i wymioty. Z tego też powodu grzyb otrzymał nazwę gatunkową „wymiotny”.